# Opistognathus cuvierii
Opistognathus cuvierii är en fiskart som beskrevs av Valenciennes, 1836. Opistognathus cuvierii ingår i släktet Opistognathus och familjen Opistognathidae. Inga underarter finns listade i Catalogue of Life.